# Kadachira
Kadachira é uma vila no distrito de Kannur, no estado indiano de Kerala.

## Demografia
Segundo o censo de 2001, Kadachira tinha uma população de 17 438 habitantes. Os indivíduos do sexo masculino constituem 47% da população e os do sexo feminino 53%. Kadachira tem uma taxa de literacia de 85%, superior à média nacional de 59,5%: a literacia no sexo masculino é de 86% e no sexo feminino é de 84%. Em Kadachira, 11% da população está abaixo dos 6 anos de idade.